# Перцов, Пётр Петрович
Пётр Петро́вич Пе́рцов (4 [16] июня 1868, Казань — 19 мая 1947, Москва) — русский литературный критик, публицист, искусствовед, поэт, прозаик, издатель, литературовед, журналист и мемуарист. Один из инициаторов символистского движения в русской литературе. Близкий друг Д. Мережковского, В. Розанова, В. Брюсова, Ф. Сологуба, Вяч. Иванова.

## Происхождение
Происходил из старинного дворянского рода. Его дяди Эраст, Владимир и Константин были корреспондентами «Колокола» А. И. Герцена. Ещё один дядя — Александр.

## Биография

### Ранние годы
Пётр Петрович, сын младшего из братьев Перцовых — земского деятеля, надворного советника Петра Петровича, родился в Казани в 1868 году. Окончив с серебряной медалью вторую Казанскую гимназию, в 1887 году поступил на юридический факультет Казанского университета. Литературную деятельность начал в апреле 1890 года корреспонденциями в петербургских газетах «Неделя» и «Новости», тем же годом датируется его первая поэтическая публикация. Позднее публиковал стихи, рассказы, критические статьи в местной (казанской) печати — газетах «Волжский вестник», «Казанский биржевой листок», «Волжские вести». В своих «Литературных воспоминаниях» отмечал, что состояние провинциальной журналистики в 1890-е годы было подобно «Обломовке»: газеты «питались крохами» и прозябали под давлением цензуры.
О ранних стихах Перцова положительно отзывался А. А. Фет.

### Журналист «Русского богатства»
В июне 1892 года фактический редактор «Волжского вестника» А. И. Иванчин-Писарев, публицист-народник, свёл Перцова с Н. К. Михайловским — будущим редактором журнала «Русское богатство», который в ту пору только-только перешёл в руки либеральных народников. В том же году Перцов окончил университет с дипломом первой степени и, поселившись в Петербурге, стал постоянным сотрудником журнала, за полгода опубликовав в нём 33 рецензии и статью об А. П. Чехове. Благодаря ходатайству Перцова журнал на долгие годы приобрёл ведущего критика, литературоведа и библиографа А. Г. Горнфельда. Увлечение народничеством для Перцова не стало прочным: это был скорее вынужденный опыт журналистской деятельности.

### Перцов и ранние символисты
Уже весной 1893 г., разойдясь с «Русским богатством» во взглядах, Перцов вернулся в Казань и продолжил работу в «Казанском биржевом листке» и «Волжском вестнике». Одновременно продолжилось сотрудничество в народнической газете «Неделя» и её приложении — журнале «Книжки Недели», где тон задавали бывшие либеральные народники, отказавшиеся от радикальной доктрины Михайловского: редактор П. А. Гайдебуров, публицист Я. В. Абрамов со своей теорией «малых дел» и пропагандист «облагороженного консерватизма» М. О. Меньшиков. Стихи Перцова печатались здесь наряду с последними стихами А. М. Жемчужникова, Я. П. Полонского, В. С. Соловьёва и ранними стихами И. А. Бунина, К. Д. Бальмонта.
В 1893—1894 гг. Перцов на почве поэтических интересов познакомился с ранними символистами: В. Я. Брюсовым, Д. С. Мережковским, Ф. Сологубом, которые группировались в то время вокруг журнала «Северный вестник». В 1895 г. Пётр Петрович вместе со своим двоюродным братом В. В. Перцовым выпустил сборник «Молодая поэзия», на обложке которого имена К. Д. Бальмонта, В. Я. Брюсова, Н. М. Минского, Д. С. Мережковского. В 1896 г. он задумал и издал сборник «Философские течения русской поэзии», ему же принадлежала идея первого сборника критических работ Д. С. Мережковского (вышел в 1897 г. под названием «Вечные спутники. Портреты из всемирной литературы»). Перцов — в первую очередь идейный, а не коммерческий издатель; в ту пору его предприятия не нашли того сочувствия, которое встретило символизм среди читателей через семь-восемь лет.
В 1896 г. Перцов познакомился с В. В. Розановым. Несмотря на разницу в годах и литературных пристрастиях, Перцов сумел стать заинтересованным издателем и редактором различных розановских книг. Через Перцова Розанову открылся путь в издания символистов. Перцовым были изданы сборники статей Розанова «Литературные очерки», «Сумерки просвещения», «Религия и культура» (все 1899), «Природа и история» (1900).
С весны 1897 до лета 1898 г. Перцов жил за границей, в основном в Италии, где изучал искусство Возрождения. В ноябре 1897 г. им была закончена книга очерков «Венеция» (отд. изд.: 1905; 2-е изд., «Венеция и венецианская живопись»: 1912). В 1913—1916 гг. было издано «Путешествие по Италии» Ипполита Тэна в переводе Перцова.
В 1890-е гг. сотрудничал в журналах «Вопросы философии и психологии», «Наблюдатель», «Русское обозрение», «Мир искусства», газете «Новое время», «Торгово-промышленной газете». Критико-публицистические статьи и путевые очерки этих лет составили книгу «Первый сборник» (1902).

### «Новый путь»
В 1898 г. окончательно прекратилось издание первого символистского журнала «Северный вестник». На какое-то время символисты лишились собственной трибуны и разбрелись по различным редакциям. В 1900—1902 гг. функцию символистского органа в какой-то мере выполнял журнал И. И. Ясинского «Ежемесячные сочинения». Но для мэтров символизма, какими считали себя Д. С. Мережковский и З. Н. Гиппиус, Ясинский был чужим, и в 1902 г. они задумали религиозно-философский и литературный журнал «Новый путь». Перцов, предложивший название и форму нового журнала и предоставивший значительную сумму на издание, с января 1903 г. официально числился его редактором-издателем, однако мало участвовал в процессе издания, редко бывая в Петербурге и довольно скоро разуверившись в перспективах начатого дела. После внутриредакционных размолвок в феврале 1904 г. Перцов вынужденно передал руководство журналом Д. В. Философову.

### Журналистская деятельность
Не связывая себя более обязательствами с петербургскими символистами, в 1904—1906 гг. Перцов был ближайшим сотрудником газеты «Слово» (вёл отдел «Обзор печати»), в 1906 году стал редактором литературного приложения «Понедельники газеты „Слово“», в котором благодаря ему появились стихи А. Блока, В. Брюсова, И. Анненского, Ф. Сологуба и др. С конца 1906 года, временно отойдя от активной литературной деятельности, жил с семьёй в Крыму, осенью 1910 года поселился в Москве. В 1908 году возобновил сотрудничество с газетой «Новое время», часть опубликованных в ней статей объединил в сборник «Панрусизм или панславизм?» (1913). До 1917 года постоянно печатался как публицист, литературный и художественный критик.
Несмотря на то, что Перцов был активным участником литературной жизни Серебряного века, его творчество не пользовалось популярностью. По мнению Зинаиды Гиппиус, он не был ярким, самобытным писателем, однако обладал глубоким умом и вкусом.

### После революции
После революции Перцов жил в Костромской губернии, в 1921—1922 гг. читал в местном педагогическом техникуме лекции по истории общественных движений XVIII—XIX вв., в Костромском университете — курсы по истории русской живописи и о Гоголе. Работал в театральном отделе Наркомпроса и в Отделе охраны памятников искусства, занимался спасением художественных ценностей в своей родной Казанской губернии, в столице и Подмосковье. Его литературные интересы в то время сосредоточились на истории русской живописи и архитектуры. В 1920-е годы выпустил несколько путеводителей, имеющих историко-культурную ценность. С 1897 г. до самой смерти Перцов не прекращал работу над своим главным философским трудом «Основания космономии» (или «Основания диадологии»), оставшимся неизданным. Также остались в архиве двухтомная «История русской живописи», подготовленная для издательства М. и С. Сабашниковых, путеводители по Туркестану и Самарканду, «Литературные афоризмы», итоговый сборник стихотворений.

### «Литературные воспоминания»
Перцов прожил долгую, содержательную и интересную жизнь. Его «Литературные воспоминания», охватывающие период 1890—1902 гг., выразительно рисуют эволюцию идейного перехода от народничества к декадентству и религиозным исканиям в конце XIX — начале XX веков. Будучи незаурядным, умным, наблюдательным человеком, тонко чувствующим эпоху и людей, умеющим подмечать их характерные особенности, Перцов, оказавшись в гуще литературной борьбы, умудрился сохранить дружбу с такими разнонаправленными поэтами и писателями, как Д. С. Мережковский, А. А. Блок, В. Я. Брюсов, Вяч. Иванов, В. В. Розанов, Ф. Сологуб, Андрей Белый, с которыми состоял в переписке. Кроме того, поэтов объединяла общая редакционно-издательская работа. Помимо перечисленных авторов Перцов вспоминал о встречах с А. Н. Майковым, Я. П. Полонским, В. С. Соловьёвым, З. Н. Гиппиус, художниками-«мирискусниками», о визите в Ясную Поляну, о возникновении «декадентской» журналистики, странной литературной атмосфере 1890-х годов. Первая часть «Литературных воспоминаний» вышла в издательстве Academia в 1933 г. тиражом 2300 экз. Дальнейшую работу над воспоминаниями Перцов считал бесперспективной: в условиях 1930-х годов дать объективную характеристику «Религиозно-философских собраний» и «Нового пути» не представлялось возможным, а выступать против Мережковского он не мог. Научное издание воспоминаний, дополненное фрагментами несостоявшейся второй части и другими мемуарными очерками, вышло в 2002 г.

### Последние годы
Сергей Дурылин вспоминает об одиночестве Перцова в послеоктябрьские годы. Располагая богатейшей коллекцией автографов, он вынужден был нищенствовать: Румянцевский музей не интересовался его архивом в полной мере. Денег за доклады о символизме он также не получал, поскольку не являлся научным сотрудником. В ответ на просьбу о пенсии в комиссию по улучшению быта учёных он получил запрос на рассмотрение его рукописи «Истории искусств». Единственной радостью оставались для него встречи с М. В. Нестеровым и С. Н. Дурылиным. После начала Великой Отечественной войны бедственное положение писателя ещё более осложнилось. Чтобы помочь ему как-то выжить, друзья решили организовать его приём в Союз советских писателей. На заседании 21 октября 1942 года по ходатайству М. В. Нестерова и Федорченко Перцова приняли в Союз писателей. Этот эпизод широко известен благодаря И. Л. Андроникову, остроумно стилизовавшему его под литературный анекдот.
Пётр Петрович Перцов умер 19 мая 1947 года в Москве. Похоронен на Алексеевском кладбище.
В некрологе, подготовленном по инициативе С. Н. Дурылина и подписанном Т. Л. Щепкиной-Куперник, Н. Н. Гусевым, А. М. Эфросом, Н. К. Гудзием, И. Н. Розановым, Н. Л. Бродским, А. А. Сидоровым, А. В. Щусевым, Н. И. Тютчевым, было сказано, что умер «старейший из русских литературных и художественных критиков, отдавший писательству более 55 лет труда». Направленный в «Литературную газету», некролог опубликован не был.

### В периодике и сборниках
- Нация и империя в русской мысли начала XX века. Издательства: Скименъ, Пренса, 2004 (Серия: Русские думы). 352 стр.: Статьи П. П. Перцова: «Парусное государство»; «Обратный патриотизм»; «Славянофильство или неославизм?».
- Введение в Диадологию // Полярность в культуре. Альманах под ред. Д. С. Лихачёва, Изд. «Канун».
- Воспоминания о В. В. Розанове. Новый Мир, № 10, 1998 г.

### Переписка
- Переписка В. В. Розанова и П. П. Перцова (1896—1918): В 2 т. / Изд. подгот. Е. И. Гончарова, О. Л. Фетисенко. — СПб.: Пушкинский Дом, 2022. — (Русские беседы).
  - Т. 1: 1896—1902. — 783 с.
  - Т. 2: 1903—1918. — 783 с.
- Валерий Брюсов и Пётр Перцов. Переписка 1894—1911 гг. / Сост., вступ. статья, публ. и коммент. А. В. Лаврова; подгот. текста Ю. П. Благоволиной, А. В. Лаврова, Т. В. Павловой; [отв. ред. М. Л. Спивак]. — М.: ИМЛИ РАН, 2023. — 613 с. — (Литературное наследство; т. 113).